# Béthancourt-en-Valois
 Béthancourt-en-Valois  là một xã thuộc tỉnh Oise trong vùng Hauts-de-France phía bắc Pháp. Xã này nằm ở khu vực có độ cao trung bình 48 mét trên mực nước biển.